# Novell Evolution
Novell Evolution, tidigare Ximian Evolution, är ett GNU GPL-licensierat datorprogram från Novell som kombinerar e-post, kalender och adressbok.
Evolution är mycket likt Thunderbird, men är bättre integrerat med GNOME (till exempel är kalendern integrerad med GNOME:s kalender).

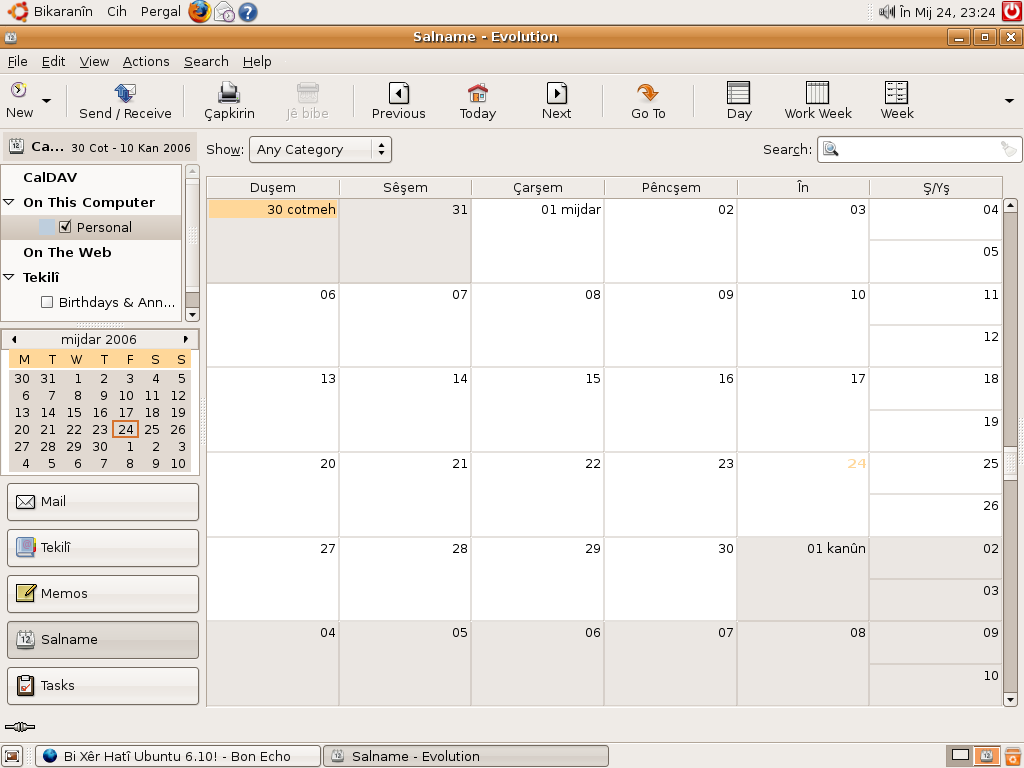
Evolution kalender